# Obiceiuri și tradiții la turci
La turci, cele mai multe obiceiuri și tradiții se păstrează din perioada otomană, când familiile efectuau anumite practici pentru a avea copii.

## Prezentare generală
Practicile tinerilor de a avea copii începeau încă de la nuntă; în prima zi, mireasa venea în casa mirelui, iar un copil îi descoperea fața miresei, înlăturându-i voalul, gest care exprima urarea ca mireasa să aibă copii. În orașul Muș din Turcia, în prima zi când mireasa venea la casa mirelui i se punea în brațe un băiețel, gest care exprima credința că primul copil pe care îl va avea va fi băiat. 
În timpul rugăciunii musulmane, mirele și mireasa se rugau lui Allah să le dăruiască un băiat. În Anatolia, întâlnim diferite modalități prin care se făceau preziceri dacă femeia va avea sau nu copil. Femeia care nu avea copii se ducea la hogea, care se ruga pentru ea și pentru a o feri de rele, de boli sau pentru a o ajuta sa aibă copii. Pentru a avea copii, femeile mergeau la mausoleele unor sfinți musulmani și se rugau. În Dobrogea, la Babadag, se legau crengile copacilor din jurul mausoleului cu panglici albe. În Turcia, la Malatya, se vizitează mausoleul iar femeia leagă o eșarfă de felinarul aflat lângă mausoleu.

## Obiceiuri din timpul nașterii
Nașterea reprezintă prima și cea mai importantă etapă din viața omului. Indiferent de religie sau cultură, nașterea unui copil este marcată prin diferite tradiții și obiceiuri.
În mediul rural, dacă nașterea avea loc acasă, era asistată de moașă și cumnatele femeii. Înainte de naștere, muezinul striga chemarea la rugăciune. Acestei rugăciuni i se spune ezan-i ferah (chemarea la rugăciune pentru liniște).
În estul Anatoliei, după ce se năștea copilul, i se tăia cordonul ombilical și era îngropat în locul de unde se dorea să fie legat destinul copilului. Dacă se dorea ca acel copil sa învețe multă carte, era îngropat lângă zidul școlii. În alte regiuni din Turcia, cordonul ombilical se îngropa la rădăcina unui trandafir, în curtea unei geamii sau în împrejurimile casei. 
În Turcia, imediat după naștere se trimite o persoană vestitoare la tatăl copilului. Persoanei respective i se oferă daruri în bani sau o batistă. Dacă copilul era băiat, bucuria era foarte mare. Dacă era fată, se rostesc următoarele cuvinte: Allah mi-a dăruit-o. Să fie sănătoasă! Dacă se năștea o fată, părinții sunt mulțumiți, însă dacă este băiat bucuria este mult mai mare. În Dobrogea, exista chiar și un proverb care exprimă foarte bine concepția turcească potrivit căreia băiatul este cel care duce neamul și casa părintească mai departe: Fata aparține altora însă băiatul aparține vetrei părintești. Vestea că s-a născut o fată nu e bine primită. Se așteaptă ca la a doua naștere să vină pe lume un băiat. Dacă persoana vestitoare îl trage pe tată de ureche, însemna că s-a născut băiat. Atunci când se năștea un băiat se credea că el va aduce familiei bogăție. 
După naștere, copilului i se sărează pielea apoi este spălat. Se aruncau bani în apa cu care se spală copilul pentru ca acesta să fie bogat. Copilul era spălat zilnic timp de 40 zile și în apă se pun monede de aur și diferite plante medicinale. Dacă lăuza și copilul sunt nevoiți să iasă din casă în primele 40 zile de la naștere, înainte de ieșire are loc o ceremonie specifică: pe copil se așează o foarfecă, o bucată de pâine și un cărbune. Înainte de a trece pragul spre a ieși din casă, lăuză invocă cu glas tare numele lui Allah, apoi scoate copilul din casă.
În a patruzecea zi de la naștere, copilul și mama se spală potrivit unei ceremonii speciale iar în apa în care va fi spălat copilul se aruncă aur și bani, fiind o urare de noroc și bogăție. Spălarea copilului este însoțită de citirea Coranului pentru binecuvântarea copilului și a mamei. După ceremonia de 40 zile se plătesc persoanele care au contribuit la spălarea copilului cu bani sau daruri – basmale, batiste. Atât rudele cât și vecinii sunt invitați la masă. După nașterea copilului se ofereau și jertfe, ce constau de obicei în berbeci sau oi. Animalul jertfit, era tranșat în bucăți care erau împărțite unor vecini, rude sau unor oameni săraci. În unele zone din Turcia, când se năștea un băiat, se tăiau animale și se împărțeau jertfe, se plantau copaci și se făcea halva.

## Obiceiuri pentru protejarea noului născut
Mama și copilul nou născut nu au voie să iasă din casă în primele patruzeci de zile de la naștere. Timp de 3 zile de la nașterea copilului, în camera unde se află copilul pot intra doar femeile. În primele patruzeci de zile de la nașterea copilului, se folosea ca element de protecție culoare roșie. De perne sau alte obiecte din casa se legau panglici roșii. Pentru a feri copilul de boli și deochi se apela la hogea pentru a rosti rugăciuni. Pentru protecția copilului și a mamei se folosește și azi expresia Mașallah (Allah să ocrotească!). Deasupra feței copilului se rostește de patruzeci de ori expresia religioasă musulmană Bismillah (în numele lui Allah), apoi se simulează scuiparea care un sens protector. Se citește din Coran, Sura numită Tebbet, apoi se simulează scuiparea. Împotriva deochiului se practică purtarea unor talismane. Pe pieptul copilului se pun niște mărgele albastre cu rol protector. În diferite regiuni ale Turciei, pentru a feri mama și copilul de rele se așează pe pieptul copilului sau la capul patului niște mărgele albastre cu inscripția Mașallah (Allah să ocrotească!).

## Punerea numelui la copil
Numele copilului se pune în primele trei zile de la naștere în prezența unui hoge. Înaintea punerii numelui, hogea rostește de 3 ori chemarea la rugăciune (Ezan) la urechea dreaptă a copilului, apoi rostește la urechea stângă a copilul îndemnul musulman de începere a rugăciunii (kamet), apoi i se dă numele copilului. Numele este pus de obicei de bunic sau bunică. La ceremonie participă tatăl și bunicul copilului, rudele mai în vârstă, vecinii precum și imamul sau hogea. După ce i se strigă copilului numele la ureche, hogea citește Sura din Coran, iar la sfârșitul fiecărei Sure se strigă numele copilului. Astăzi, familiile tinere stabilesc numele copilului, iar hogea îi strigă numele la ureche și rostește chemarea musulmană la rugăciune. Pentru ceremonia punerii numelui, tatăl copilului taie o oaie și invită la masă rudele și vecinii. Alături de numele propriu zis, copilului i se pune și un al doilea nume care are sensul de tată, bunic, mamă sau bunică, se crede că astfel copilul va trăi până la o vârstă înaintată. În Anatolia, li se urează copiilor sănătate și viață lungă, dându-li-se nume cu sensul de fier sau oțel.